# 萊巴普州
莱巴普州是土庫曼斯坦東部的一個州，東臨乌兹別克斯坦。面積94,000平方公里，人口1,034,700人。首府土庫曼納巴德。
下分15縣3市。